# Age of Wonders 4
Age of Wonders 4 est un jeu vidéo de stratégie au tour par tour 4X de 2023 développé Triumph Studios et édité par Paradox Interactive. Il s'agit du sixième jeu de la série Age of Wonders, après Age of Wonders : Planetfall.

## Système de jeu
Age of Wonders 4 est un jeu de stratégie au tour par tour situé dans un univers de haute fantaisie. Le gameplay est basé sur du 4X.

## Sortie et accueil
Le jeu a été annoncé le 19 janvier 2023 pour PlayStation 5, Windows et Xbox Series X/S et est sorti en mai 2023.
Age of Wonders 4 a reçu un accueil positif lors de sa sortie. PCGamesN a déclaré : "C'est sans aucun doute le meilleur jeu 4X auquel j'ai joué depuis des années, offrant une exploration, un combat et une diplomatie de premier ordre ainsi qu'un système de personnalisation enrichissant et dynamique." Polygon a déclaré: "Age of Wonders 4 est très amusant en tant que fusion solidement divertissante de choses familières que j'aime". PC Gamer a appelé le jeu "Un 4X savoureux et inventif". 
Le jeu s'est vendu à 250 000 exemplaires en moins d'une semaine.